# جيس مكمان
رودريك جيمس «جيس» مكمان (بالإنجليزية: Jess McMahon)‏ (26 مايو 1882 - 22 نوفمبر 1954) مروج أمريكي لمصارعة وملاكمة المحترفين أسس اتحاد CWC وهو والد فينس مكمان الأب وجد فينس مكمان.

## روابط خارجية
- جيس مكمان على موقع CageMatch worker (الإنجليزية)

- New York Pro Wrestling